# Hygrohypnum nairii
Hygrohypnum nairii är en bladmossart som beskrevs av Jitinder Nath Vohra 1980 [1982. Hygrohypnum nairii ingår i släktet bäckmossor, och familjen Amblystegiaceae. Inga underarter finns listade i Catalogue of Life.